# Tauridy (meteorický roj)
Tauridy jsou pravidelný meteorický roj související s kometou Encke. Jsou pojmenovány podle radiantu v souhvězdí Býka, odkud zdánlivě vylétají. Protože se vyskytují na konci října a začátkem listopadu, nazývají se také Halloweenskými meteoroidy.
Předpokládá se, že kometa Encke a Tauridy jsou zbytky mnohem větší komety, která se během posledních 20 až 30 tisíc let rozpadla na několik kusů a uvolnila materiál normální kometární aktivitou nebo možná občasnými vlivy slapových sil Země nebo jiných planet (Whipple 1940, Klačka 1999). Celkově je tento proud hmoty největší ve vnitřní Sluneční soustavě. Protože je v prostoru poměrně dost rozprostřen, Zemi trvá několik týdnů jím projít, což způsobuje delší období meteorické činnosti ve srovnání s mnohem kratším obdobím činnosti jiných rojů. Tauridy jsou částečně tvořeny i hmotnějším materiálem, tedy oblázky namísto prachových zrn.

## Vzhled
Typicky se objeví asi 5 Taurid za hodinu, pohybují se pomalu přes oblohu rychlostí asi 27 kilometrů za sekundu. Pokud je objekt větší než oblázek, mohou se tyto meteory stát bolidy tak jasnými jako Měsíc a zanechávat kouřové stopy.
Vzhledem ke gravitačním perturbacím planet, zejména Jupiteru, se Tauridy rozšířují v čase, což umožňuje členění samostatných segmentů známých jako Severní Tauridy (NTA) a Jižní Tauridy (STA). Jižní Tauridy jsou aktivní asi od 10. září do 20. listopadu, zatímco Severní Tauridy jsou aktivní asi od 20. října do 10. prosince. V podstatě to jsou dva průřezy jednoho širokého kontinuálního proudu v prostoru. Beta Tauridy a Zéta Perseidy, s nimiž se Země setkává v červnu a červenci, jsou také průřezy tohoto proudu. Sekávají se ovšem se Zemí na denní straně a jako takové nemohou být pozorovány vizuálně, zatímco Severní a Jižní Tauridy v říjnu a listopadu mohou. Astronomové Duncan Steel a Bill Napier dokonce naznačují, že by Beta Tauridy mohly být příčinou Tunguské události z 30. června 1908.
V letech 1962 a 1963 zaznamenala sonda Mars 1 jeden zásah mikrometeoritu každé dvě minuty ve výškách v rozmezí od 6 do 40 tisíc kilometrů vzdálenosti od Zemského povrchu a podobná hustota byla zaznamenána rovněž ve vzdálenosti 20 až 40 milionů km od Země.
Tauridy mají cyklus aktivity, který vrcholí zhruba každých 2500 až 3000 let, kdy jádro proudu prochází blíže k Zemi a produkuje více intenzivní meteorické spršky. Ve skutečnosti, protože rozeznáváme samostatné větve roje (noční denní v jiné části roku a Severní/Jižní) existují dva (možná se překrývající) vrcholy oddělené několika staletími, každých 3000 let. Někteří astronomové tvrdí, že doba vzniku megalitických staveb jako je Stonehenge souhlasí s těmito maximy. Další maximum se očekává kolem roku 3000 našeho letopočtu.

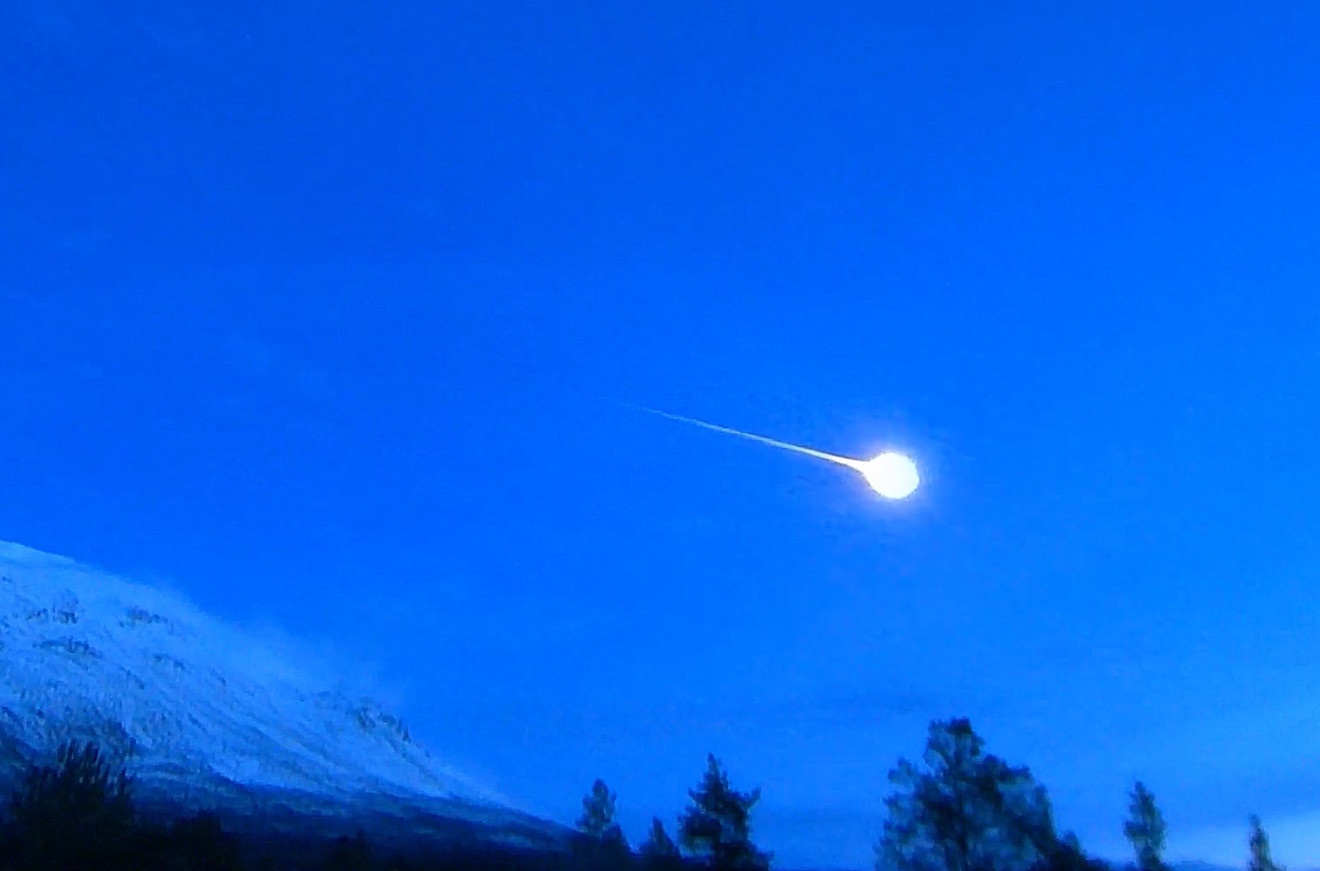
Severní Taurid vyfocen u vesnice Skibotn v Norsku, 4. prosince 2020

Tauridy mají také častější maxima činnosti, které mohou vyplývat z větší koncentraci materiálu v proudu.

## Bolidy
V roce 1993 bylo předpovězeno, že v roce 2005 proběhne maximum činnosti roje. Kolem Halloweenu v roce 2005 bylo spatřeno mnoho bolidů. Astronomové je nazvali "Halloweenskými bolidy."
Během činnosti jižních Taurid v roce 2013 byly spatřeny bolidy v jižní Kalifornii, Arizoně, Nevadě a Utahu.

## Dopad meteoritu na Měsíc
Impakt meteoritu na povrch Měsíce pozorovali vědec z NASA Rob Suggs a astronom Bill Cooke 7. listopadu 2005, při testování nového desetipalcového dalekohledu a kamery, kterou sledovali dopady meteoritů na Měsíc. Po prozkoumání hvězdných map došli k závěru, že těleso bylo pravděpodobně součástí meteorického roje Taurid. Jde zřejmě o první nahrávku tohoto typu události, o níž někteří tvrdí, že byli v minulosti jejími svědky.